# Rolf Polle
Rolf Polle (* 23. Februar 1948 in Hamburg) ist ein deutscher Politiker (SPD) und ehemaliges Mitglied der Hamburgischen Bürgerschaft.

## Leben
Polle ist verheiratet und hat zwei erwachsene Töchter. Er besuchte von 1954 bis 1963 in Hamburg die Schule, die er mit einem Hauptschulabschluss verließ. Von 1963 bis 1966 absolvierte er eine Ausbildung zum Versicherungskaufmann. Nach der Ausbildung arbeitete er noch ein weiteres Jahr in seinem Beruf. Die Berufsaufbauschule besuchte er von 1967 bis 1968 und verließ sie mit dem Abschluss Fachschulreife. Anschließend leistete er bis 1969 seinen Grundwehrdienst ab. Er studierte von 1969 bis 1972 an der Hochschule für Wirtschaft und Politik in Hamburg mit dem Abschluss graduierter Volkswirt. Von 1972 bis 1975 studierte er an der Universität Hamburg und schloss das Studium mit dem Diplom-Handelslehrer ab. 1976 bis 1977 absolvierte er das Studienreferendariat und war von 1977 bis zum Eintritt in den Ruhestand im Jahre 2012Lehrer an der Handels- und Höheren Handelsschule Holzdamm.

## Politik
Polle war von Oktober 1991 bis März 2004 Mitglied der Bürgerschaft der Freien und Hansestadt Hamburg. Als Landtagsabgeordneter war er Mitglied des Eingaben- sowie des Bau- und Verkehrsausschusses. Während seiner Mandatszeit setzte er sich insbesondere für den Mieterschutz ein.

## Sonstige Ämter
Polle war bis zur Pensionierung ehrenamtlich Mitglied im Prüfungsausschuss für Buchhändler der Handelskammer Hamburg.